# 26 Poetas Hoje
26 Poetas Hoje é uma antologia de poemas de escritores da dita geração mimeógrafo brasileira da década de 1970, também chamada de "poesia marginal".
A obra foi organizada pela escritora e crítica literária Heloísa Buarque de Hollanda e publicada em 1975, pela editora Labor do Brasil.

## Os 26 poetas do livro
| - Francisco Alvim - Carlos Saldanha - Antônio Carlos de Brito - Roberto Piva - Torquato Neto - José Carlos Capinan - Roberto Schwarz | - Zulmira Ribeiro Tavares - Afonso Henriques Neto - Vera Pedrosa - Antonio Carlos Secchin - Flávio Aguiar - Ana Cristina Cesar - Geraldo Eduardo Carneiro | - João Carlos Pádua - Luiz Olavo Fontes - Eudoro Augusto - Waly Salomão - Ricardo G. Ramos - Leomar Fróes - Isabel Câmara | - Chacal - Charles - Bernardo Vilhena - Leila Miccolis - Adauto de Souza Santos |